# Journal of Peace Research
El Journal of Peace Research es una revista académica revisada por pares que publica artículos académicos y reseñas de libros en los campos de estudios de paz y conflictos, resolución de conflictos y seguridad internacional. Fundada por Johan Galtung en 1964, se ha publicado bimestral desde 1998. Nils Petter Gleditsch fue editor en jefe de 1983 a 2010; entre 2010 y 2017, el editor fue Henrik Urdal y, en julio de 2010, el editor fue Gudrun Østby (todos investigadores del Instituto de Investigación para la Paz de Oslo ). Actualmente (2022), el editor jefe es Scott Gates (Ciencias Políticas de la Universidad de Oslo).

## Resumen e indización
Journal of Peace Research está resumido e indizado en Scopus y el Social Sciences Citation Index. Según el Journal Citation Reports, su factor de impacto de 2019 es de 2704, ubicándose en el puesto 14 de 86 revistas en la categoría «Relaciones internacionales» y en el puesto 32 de 169 revistas en la categoría «Ciencias políticas».